# Diego Velázquez (1895)
El Diego Velázquez fue un cañonero de la Armada Española que tuvo destacada actuación durante la Guerra hispano-estadounidense, tras la que fue adquirido por la Armada de Venezuela, donde se le designó con el nombre de Miranda.

## Historia
Tras el inicio de la rebelión cubana, el Ministerio de Ultramar autoriza la compra de 7 cañoneros: Hernán Cortes, Pizarro, Vasco Núñez de Balboa, Diego Velázquez, Ponce de León, Alvarado y Sandoval a los astilleros ingleses J.G. Thomson & Co.
El 8 de octubre de 1895 parte rumbo a las Antillas, donde estuvo basado en Cienfuegos al mando del teniente de navío Juan Carranza.
El 13 de junio de 1898 divisó un vapor y pensando que sería el Purísima Concepción se acercó a reconocerlo, encontrándose que era el crucero USS Yankee de 7000 t, 10 cañones de 127 mm y 6 de 57 mm. A pesar de la disparidad de fuerzas, el combate se mantuvo más de 60 minutos, tras los cuales logró entrar en Cienfuegos, después de acertar algunos de sus proyectiles, ocasionándole un pequeño incendio al Yankee y un herido. En declaraciones posteriores el capitán del crucero americano expresó su creencia que se había enfrentado al cañonero torpedero Galicia de mayor porte.
Al finalizar la contienda, el Diego Velázquez marchó hasta la colonia francesa de la isla Martinica, de camino hacia la Península, pero terminó por ser vendido allí a la República de Venezuela, en cuya marina sirvió largos años con el nombre de Miranda.

## Servicio en Venezuela
En 1900 por órdenes del General Alejandro Ibarra es enviado a Trinidad para trabajos de reparación.
En enero de 1902 junto al vapor Crespo se enfrentaron al buque Ban Righ una nave de 1500 t de desplazamiento comprada por Manuel Antonio Matos para abastecer de armamento desde el mar a las tropas de la Revolución Libertadora. El combate tuvo por resultado daños estructurales al Crespo, mientras el buque rebelde emprendió la huida hacia Colombia.
Durante el bloqueo naval al que fueron sometidos los Estados Unidos de Venezuela por el Reino Unido, Alemania e Italia, fue de las pocas unidades que no fue hundida o inutilizada o capturada El cañonero Miranda se refugió en Maracaibo; esto motivó a que el cañonero alemán SMS Panther intentara forzar la barra del Lago para capturarlo pero se topó con una fuerte resistencia en el Castillo San Carlos. Luego del duelo de artillería que se produjo, el Panther tuvo que retirarse como consecuencia de las averías sufridas en el encuentro. Diez días después la fortaleza fue casi demolida por la artillería del crucero Vineta. Esta fue la última acción militar del bloqueo, pero los ingleses continuaron facilitando la entrega de suministros a los insurgentes en el Golfo de Paria. El bloqueo finalizó en marzo de 1903 y el conflicto se solucionó por vía diplomática.
En julio de 1903 junto a los vapores Restaurador, Zamora y el cañonero Bolívar participó  el bloqueo naval a Ciudad Bolívar, logrando la rendición del general Rolando y con ello el fin oficial de la guerra civil y la derrota de la Revolución Libertadora. 
El cañonero tuvo un servicio longevo hasta que fue hundido en prácticas de tiro de las nuevas unidades en 1945.